# Tmesisternus brassi
Tmesisternus brassi là một loài bọ cánh cứng trong họ Cerambycidae.